# La Madeleine aux deux flammes
La Madeleine aux deux flammes, ou Madeleine Wrightsman, est un tableau du peintre français Georges de La Tour peint à une date inconnue. Cette huile sur toile représente Madeleine pénitente, comme plusieurs autres peintures de l'artiste. Elle est conservée au Metropolitan Museum of Art, à New York (don de M et Mme Charles Wrightsman, 1978).